# Krešo Ljubičić
Krešo Ljubičić né le 26 septembre 1988 à Hanau, est un footballeur croate évoluant au poste de milieu de terrain.

## Carrière
- 2007-2009: Eintracht Francfort (Allemagne).
- depuis 2009: Hajduk Split (Croatie).